# Lac de Champfèr
Le Lac de Champfèr (Champfersee) est un lac du canton des Grisons en Suisse communiquant avec le lac de Silvaplana situé directement au nord/nord-est de ce dernier. Il est sur le territoire de la commune de Silvaplana. À l'ouest le lac est dominé par le piz Albana.